# Findley Burns Jr.
Findley Burns Jr. (* Mai 1917 in Baltimore, Maryland; † Oktober 2003 in Southern Pines, North Carolina) war ein US-amerikanischer Diplomat, der unter anderem in den Jahren 1966 und 1967 Botschafter der Vereinigten Staaten in Jordanien sowie von 1970 bis 1973 Botschafter in Ecuador war.

## Leben
Findley Burns Jr. absolvierte ein Geschichtsstudium an der Princeton University, welches er 1939 mit einem Bachelor of Arts (BA History) beendete. 1941 trat er als Foreign Service Officer in den diplomatischen Dienst des Außenministeriums und fand in den folgenden Jahren zahlreiche Verwendungen im Ministerium sowie an Auslandsvertretungen. Er wurde unter anderem 1942 erst Code-Sachbearbeiter und daraufhin 1943 Vizekonsul an der Botschaft in Spanien. Neben weiteren Verwendungen an den Botschaften in Belgien, der Volksrepublik Polen, Österreich, Deutschland und im Vereinigten Königreich absolvierte er zwischen 1950 und 1951 ein postgraduales Studium an der Harvard University.
Burns war ferner von 1961 bis 1962 Absolvent des National War College (NWC) in Fort Lesley J. McNair und wurde Mitglied des International Institute for Strategic Studies (IISS), ein 1958 gegründetes britisches Forschungsinstitut und Denkfabrik für Internationale Beziehungen und Strategische Studien mit Sitz in London, das als weltweit führende Autorität für Militärpolitik und politisch-militärische Konflikte gilt. Zwischen seinen Tätigkeiten im Ausland war er im Außenministerium in der Unterabteilung Personal (Bureau of Human Resources), als Inspektor für den auswärtigen Dienst (Foreign Service inspector) sowie als Sonderassistent des stellvertretenden Leiters der Abteilung Verwaltung (Special Assistant to the Deputy Under Secretary for Administration) eingesetzt.
Am 10. Mai 1966 wurde Burns zum Botschafter der Vereinigten Staaten in Jordanien ernannt und übergab dort am 23. Juli 1966 als Nachfolger von Robert G. Barnes seine Akkreditierung. Auf diesem Posten, in dessen Zeit auch der Sechstagekrieg (5. bis 10. Juni 1967) fiel, blieb er bis zum 5. November 1967, woraufhin Harrison M. Symmes ihn ablöste. Im Anschluss war er im Außenministerium von 1967 bis 1970 stellvertretender Leiter der Unterabteilung Interamerikanische Angelegenheiten (Deputy Assistant Secretary for Inter-American Affairs) und dort insbesondere zuständig für Verwaltung und Personal für die Botschaften sowie die Bundesbehörde für internationale Entwicklung USAID (United States Agency for International Development). Danach erfolgte am 17. März 1970 seine Berufung zum Botschafter in Ecuador, wo er am 9. April 1970 als Nachfolger von Edson O. Sessions sein Beglaubigungsschreiben überreichte. Er hatte diese Funktion bis zum 18. Mai 1973 inne und wurde im Anschluss von Robert C. Brewster abgelöst.
Nach seinem Ausscheiden aus dem diplomatischen Dienst war Findley Burns Jr. für die Vereinten Nationen in New York City tätig und dort zwischen 1974 und 1980 Direktor des Amtes für technische Zusammenarbeit. Nach seinem Tode wurde er im Emmanuel Episcopal Church Columbarium in Southern Pines in North Carolina beigesetzt.